# Falaise du Blot
Pour les articles homonymes, voir Blot.
La falaise du Blot est une falaise située en Haute-Loire, en région Auvergne-Rhône-Alpes.

## Situation
Elle se situe sur la commune de Cerzat, dans le site protégé du Haut-Allier.

## Histoire
L'abri du Blot est un abri montrant une trace humaine préhistorique, un ermitage est construit en plein cœur de la falaise. 
La décision de la direction départementale de l'Équipement de construire une route au pied de la falaise en remplacement de l'ancien chemin, sans consulter le service des sites, a suscité une réaction en faveur de la préservation de ce lieu, aboutissant ainsi à sa protection.

## Description
Le site est un à-pic de roches volcaniques d’environ cinquante mètres de haut sur environ 500 m de long, le tout sur un massif herbeux. La roche volcanique, issue d'un magma rapidement refroidi, s'avère extrêmement robuste.

## Protection
La falaise du Blot est classée au titre des sites classés par arrêté du 9 janvier 1978 avec une superficie de 1,91 ha.